# Bourmont-entre-Meuse-et-Mouzon
Bourmont-entre-Meuse-et-Mouzon község Franciaország Grand Est régiójában, Haute-Marne megyében. Új községként 2016. június 1-jén jött létre Bourmont és Nijon korábbi község egyesítésével.
2019. június 1-jén Goncourt is beolvadt az új községbe.

## Népesség
| Lakosok száma | 792  | 781  | 770  | 760  | 751  |
|               | 2018 | 2019 | 2020 | 2021 | 2022 |